# Kutchicetus
Kutchicetus (hrv.: "kit iz Kutcha") izumrli je rod ranih kitova iz porodice Remingtonocetidae, koji je živio tijekom ranog i srednjeg eocena (lutecij i ipres, između 55,8 i 40,4 milijuna godina) na području obalne granice Pakistana i Indije. U bliskom je srodstvu s Andrewsiphiusom, s kojim su ga Gingerich et al. 2001. poistovjećivali. Thewissen i Bajpai 2009.. su za te dvije vrste predložili novi kladus, Andrewsiphiinae. Međutim, noviji autori i dalje prihvaćaju oba roda kao odvojene.
Kutchicetus je manji od ostalih remingtonocetida, te je vjerojatno najmanji eocenski kit. Sa svojom vrlo uskom njuškom, on podsjeća na Remingtonocetusa i Dalanistesa, ali ga snažni rep odvaja i od Remingtonocetusa i Andrewsiphiusa. Udovi su mu bili kratki.
Vertebralna formula Kutchicetusa je 7, 15, 8, 4, 20–25. Njegova četiri srasla sakralna kralješka vjerojatno su bila povezana s kostima kuka, a mnogobrojni repni kralješci bili su krupne građe i izduženi, što je u kontrastu s njegovim kratkim i relativno gracilnim kostima udova. Takva morfologija ukazuje na to da je rep imao bitnu ulogu u kretanju, ali proporcije kralježaka pri kraju repa ne ukazuju na postojanje peraja.
Proporcije kralježnice Kutchicetusa bile su drugačije nego kod svih ostalih tadašnjih kitova, ali su slične istima kod nekih kopnenih ili vodozemnih sisavaca, poput Pachyaenae i vidri. Udovi i križna kost kod Kutchicetusa vjerojatno su nosili njegovu težinu, a kroz vodu se kretao undulatornim pokretima kao današnje vidre i najvjerojatnije Ambulocetusi. Taj način kretanja predstavlja prijelaznu fazu u evoluciji kitova.